# Gran Premi de França del 1990
Resultats del Gran Premi de França de Fórmula 1 de la temporada 1990, disputat al circuit de Paul Ricard el 8 de juliol del 1990.

## Resultats
| Pos | No | Pilot              | Equip                   | Voltes | Temps/ Retirada  | Pos. de sortida | Punts |
| --- | -- | ------------------ | ----------------------- | ------ | ---------------- | --------------- | ----- |
| 1   | 1  | Alain Prost        | Ferrari                 | 80     | 1h 33' 30. 3     | 4               | 9     |
| 2   | 16 | Ivan Capelli       | Leyton House - Judd     | 80     | + 8.626 s        | 7               | 6     |
| 3   | 27 | Ayrton Senna       | McLaren - Honda         | 80     | + 11.606 s       | 3               | 4     |
| 4   | 20 | Nelson Piquet      | Benetton - Ford         | 80     | + 41.207 s       | 9               | 3     |
| 5   | 28 | Gerhard Berger     | McLaren - Honda         | 80     | + 42.219 s       | 2               | 2     |
| 6   | 6  | Riccardo Patrese   | Williams - Renault      | 80     | + 1' 09.351 min. | 6               | 1     |
| 7   | 30 | Aguri Suzuki       | Larrousse - Lamborghini | 79     | + 1 Volta        | 14              |       |
| 8   | 29 | Éric Bernard       | Larrousse - Lamborghini | 79     | + 1 Volta        | 11              |       |
| 9   | 26 | Philippe Alliot    | Ligier - Ford           | 79     | + 1 Volta        | 12              |       |
| 10  | 9  | Michele Alboreto   | Arrows - Ford           | 79     | + 1 Volta        | 18              |       |
| 11  | 11 | Derek Warwick      | Lotus - Lamborghini     | 79     | + 1 Volta        | 16              |       |
| 12  | 12 | Martin Donnelly    | Lotus - Lamborghini     | 79     | + 1 Volta        | 17              |       |
| 13  | 8  | Stefano Modena     | Brabham - Judd          | 78     | + 2 Voltes       | 20              |       |
| 14  | 25 | Nicola Larini      | Ligier - Ford           | 78     | + 2 Voltes       | 19              |       |
| 15  | 7  | David Brabham      | Brabham - Judd          | 77     | + 3 Voltes       | 25              |       |
| 16  | 19 | Alessandro Nannini | Benetton - Ford         | 75     | Part elèctrica   | 5               |       |
| 17  | 18 | Yannick Dalmas     | AGS - Ford              | 75     | + 5 Voltes       | 26              |       |
| 18  | 2  | Nigel Mansell      | Ferrari                 | 72     | Motor            | 1               |       |
| DSQ | 22 | Andrea de Cesaris  | Dallara - Ford          | 78     | Desqualificat    | 21              |       |
| Ret | 3  | Satoru Nakajima    | Tyrrell - Ford          | 63     | Caixa canvi      | 15              |       |
| Ret | 15 | Mauricio Gugelmin  | Leyton House - Judd     | 58     | Motor            | 10              |       |
| Ret | 23 | Pierluigi Martini  | Minardi - Ford          | 40     | Part elèctrica   | 23              |       |
| Ret | 4  | Jean Alesi         | Tyrrell - Ford          | 23     | Diferencial      | 13              |       |
| Ret | 10 | Alex Caffi         | Arrows - Ford           | 22     | Suspensions      | 22              |       |
| Ret | 5  | Thierry Boutsen    | Williams - Renault      | 7      | Motor            | 8               |       |
| Ret | 21 | Emanuele Pirro     | Dallara - Ford          | 7      | Frens            | 24              |       |
| NVQ | 24 | Paolo Barilla      | Minardi - Ford          |        |                  |                 |       |
| NVQ | 17 | Gabriele Tarquini  | AGS - Ford              |        |                  |                 |       |
| NVQ | 35 | Gregor Foitek      | Onyx - Ford             |        |                  |                 |       |
| NVQ | 36 | Jyrki Järvilehto   | Onyx - Ford             |        |                  |                 |       |
| NVQ | 14 | Olivier Grouillard | Osella - Ford           |        |                  |                 |       |
| NVQ | 33 | Roberto Moreno     | Euro Brun - Judd        |        |                  |                 |       |
| NVQ | 34 | Claudio Langes     | Euro Brun - Judd        |        |                  |                 |       |
| NVQ | 31 | Bertrand Gachot    | Coloni - Subaru         |        |                  |                 |       |
| NVQ | 39 | Bruno Giacomelli   | Life                    |        |                  |                 |       |

## Altres
- Pole: Nigel Mansell 1' 04. 402

- Volta ràpida: Nigel Mansell 1' 08. 012 (a la volta 64)